# Alessio Sartori
Alessio Sartori, född den 13 november 1976 i Terracina i Italien, är en italiensk roddare.
Han tog OS-silver i dubbelsculler i samband med de olympiska roddtävlingarna 2012 i London.